# Tennis Borussia Berlin 1996-1997
Questa voce raccoglie le informazioni riguardanti il Tennis Borussia Berlin nelle competizioni ufficiali della stagione 1996-1997.

## Stagione
Nella stagione 1996-1997 il Tennis Borussia Berlino, allenato da Rainer Zobel, Stanislav Levý e Hermann Gerland, concluse il campionato di Regionalliga nordest al 6º posto. In Coppa di Germania il Tennis Borussia Berlino fu eliminato al primo turno dal Bayern Monaco.

## Rosa
| N. |                     | Ruolo | Calciatore         |
| -- | ------------------- | ----- | ------------------ |
| 2  | Germania (bandiera) | D     | Marko Tredup       |
| 6  | Germania (bandiera) | D     | Olaf Kapagiannidis |
| 7  | Albania (bandiera)  | A     | Harun Isa          |
| 11 | Turchia (bandiera)  | C     | Celaleddin Kocak   |
| 12 | Germania (bandiera) | C     | Faruk Namdar       |
| 17 | Turchia (bandiera)  | C     | Müslim Can         |
| 35 | Serbia (bandiera)   | C     | Dusko Adamović     |
|    | Germania (bandiera) | P     | Thaddäus Bohne     |
|    | Germania (bandiera) | P     | Marco Sejna        |
|    | Germania (bandiera) | P     | Nico Thomaschewski |
|    | Turchia (bandiera)  | D     | Taşkın Aksoy       |
|    | Germania (bandiera) | D     | Jörn Lenz          |
|    | Germania (bandiera) | D     | Stefan Malchow     |

| N. |                                 | Ruolo | Calciatore           |
| -- | ------------------------------- | ----- | -------------------- |
|    | Germania (bandiera)             | D     | Sven Rettig          |
|    | Brasile (bandiera)              | C     | Juliano Carlos Alves |
|    | Germania (bandiera)             | C     | Guido Block          |
|    | Bosnia ed Erzegovina (bandiera) | C     | Junuz Coralic        |
|    | Kosovo (bandiera)               | C     | Fahrettin Durak      |
|    | Polonia (bandiera)              | C     | Jacek Frąckiewicz    |
|    | Germania (bandiera)             | C     | Tim Gutberlet        |
|    | Germania (bandiera)             | C     | Dirk Hannemann       |
|    | Germania (bandiera)             | C     | Ersan Parlatan       |
|    | Germania (bandiera)             | A     | Thomas Adler         |
|    | Macedonia del Nord (bandiera)   | A     | Igor Momirovski      |
|    | Germania (bandiera)             | A     | Dirk Weissbrich      |

## Organigramma societario
Area tecnica
- Allenatore: Hermann Gerland
- Allenatore in seconda:
- Preparatore dei portieri:
- Preparatori atletici:
- Analisi video:

## Calciomercato

### Sessione estiva
| Acquisti | Acquisti          | Acquisti       | Acquisti |
| R.       | Nome              | da             | Modalità |
| -------- | ----------------- | -------------- | -------- |
| C        | Dusko Adamović    | Spandauer      |          |
| A        | Helgi Sigurðsson  | Stoccarda      |          |
| C        | Guido Block       | Optik Rathenow |          |
| C        | Fahrettin Durak   | Bursaspor      |          |
| C        | Jacek Frąckiewicz | Union Berlino  |          |
| C        | Dirk Hannemann    | Ried           |          |
| A        | Igor Momirovski   | Pelister       |          |
| D        | Marko Tredup      | Hansa Rostock  |          |

| Cessioni | Cessioni            | Cessioni                 | Cessioni |
| R.       | Nome                | a                        | Modalità |
| -------- | ------------------- | ------------------------ | -------- |
| D        | Olaf Backasch       | Eisenhüttenstädter Stahl |          |
| C        | Almedin Civa        | Reinickendorfer Füchse   |          |
| C        | Martino Gatti       | Homburg                  |          |
| C        | Kakhaber Katcharava | Homburg                  |          |
| C        | Niels Mackel        | Osnabrück                |          |
| A        | Mikhail Rusayev     | Carl Zeiss Jena          |          |
| C        | Jan Walle           | Homburg                  |          |
| D        | Jörg Weber          | Eisenhüttenstädter Stahl |          |

### Sessione invernale
| Acquisti | Acquisti     | Acquisti               | Acquisti |
| R.       | Nome         | da                     | Modalità |
| -------- | ------------ | ---------------------- | -------- |
| C        | Faruk Namdar | Reinickendorfer Füchse |          |
| C        | Müslim Can   | Reinickendorfer Füchse |          |

| Cessioni | Cessioni         | Cessioni                 | Cessioni |
| R.       | Nome             | a                        | Modalità |
| -------- | ---------------- | ------------------------ | -------- |
| A        | Helgi Sigurðsson | Fram Reykjavík           |          |
| C        | Mike Klenge      | Eisenhüttenstädter Stahl |          |

## Risultati

### Regionalliga

#### Girone di andata
| Arbitro: | Fröhlich |

|              |           |                     |
| Gowitzke 12’ | Marcatori | 19’, 67’ Sigurðsson |

| Berlino 14 agosto 1996, ore 20:00 CEST 2ª giornata | TeBe Berlino | 0 – 0 referto | Hertha Zehlendorf | Mommsenstadion (564 spett.)\| Arbitro: \| Haack \| |
| Arbitro:                                           | Haack        |               |                   |                                                    |

| Berlino 18 agosto 1996, ore 14:00 CEST 3ª giornata | Union Berlino | 0 – 0 referto | TeBe Berlino | Stadio An der Alten Försterei (4 622 spett.)\| Arbitro: \| Robel \| |
| Arbitro:                                           | Robel         |               |              |                                                                     |

| Berlino 23 agosto 1996, ore 18:00 CEST 4ª giornata | TeBe Berlino | 0 – 0 referto | Energie Cottbus | Mommsenstadion (1 678 spett.)\| Arbitro: \| Scheibel \| |
| Arbitro:                                           | Scheibel     |               |                 |                                                         |

| Arbitro: | Weber |

|  |           |                                    |
|  | Marcatori | 5’, 32’, 45’ Adler 53’ Frąckiewicz |

| Arbitro: | Kiefer |

|                                                 |           |  |
| Sigurðsson 1’, 36’ Block 56’ Lenz 75’ Adler 89’ | Marcatori |  |

| Arbitro: | Weise |

|               |           |               |
| Brestrich 80’ | Marcatori | 20’ Hannemann |

| Arbitro: | Voigt |

|           |           |               |
| Adler 18’ | Marcatori | 64’ Wiedemann |

| Arbitro: | Scheibel |

|                          |           |  |
| Sadlo 54’ Romanowsky 74’ | Marcatori |  |

| Arbitro: | Spickenagel |

|                |           |                       |
| Adler 24’, 37’ | Marcatori | 32’ Laudeley 83’ Wahl |

| Arbitro: | Heynemann |

|                            |           |                                                      |
| Gräfe 11’, 27’ Golovan 35’ | Marcatori | 47’ Coralic 48’ Lenz 52’ (rig.) Aksoy 78’ Sigurðsson |

| Arbitro: | Weise |

|                |           |             |
| Adler 15’, 72’ | Marcatori | 83’ Schmidt |

| Berlino 3 novembre 1996, ore 14:00 CET 13ª giornata | Spandauer | 0 – 0 referto | TeBe Berlino | Stadion Neuendorfer Straße (1 014 spett.)\| Arbitro: \| Augar \| |
| Arbitro:                                            | Augar     |               |              |                                                                  |

| Arbitro: | Junghof |

|              |           |                                                  |
| Isa 62’, 82’ | Marcatori | 20’ (rig.) Weißhaupt 43’ Wehrmann 50’ Hebestreit |

| Eisenhüttenstadt 23 novembre 1996, ore 14:00 CET 15ª giornata | Eisenhüttenstädter Stahl | 0 – 0 referto | TeBe Berlino | Sportanlage der Hüttenwerker (220 spett.)\| Arbitro: \| Kiefer \| |
| Arbitro:                                                      | Kiefer                   |               |              |                                                                   |

| Berlino 30 novembre 1996, ore 14:00 CET 16ª giornata | TeBe Berlino | 0 – 0 referto | Reinickendorfer Füchse | Mommsenstadion (324 spett.)\| Arbitro: \| Richter \| |
| Arbitro:                                             | Richter      |               |                        |                                                      |

| Arbitro: | Endmann |

|                                                                 |           |  |
| Aksoy 6’ (rig.) Momirovski 25’ Sigurðsson 45’ Isa 57’ Kocak 72’ | Marcatori |  |

#### Girone di ritorno
| Arbitro: | Blumenstein |

|         |           |  |
| Isa 85’ | Marcatori |  |

| Arbitro: | Endmann |

|                              |           |                                |
| Wenzel 19’ (rig.) Lorenz 71’ | Marcatori | 37’ (aut.) Wüstemann 67’ Kocak |

| Arbitro: | Schößling |

|                                    |           |  |
| Coralic 28’ Can 58’ Momirovski 60’ | Marcatori |  |

| Arbitro: | Bley |

|                   |           |  |
| Zöphel 52’ (rig.) | Marcatori |  |

| Arbitro: | Dommaschk |

|                                      |           |                                     |
| Namdar 10’, 83’ Frąckiewicz 36’, 68’ | Marcatori | 38’ Schröter 44’ Riedel 84’ Wolfrum |

| Nordhausen 9 marzo 1997, ore 14:00 CET 23ª giornata | Wacker Nordhausen | 0 – 0 referto | TeBe Berlino | Albert-Kuntz-Sportpark (1 831 spett.)\| Arbitro: \| Scheibel \| |
| Arbitro:                                            | Scheibel          |               |              |                                                                 |

| Arbitro: | Sturm |

|                               |           |                         |
| Adler 20’ Kocak 22’ Aksoy 80’ | Marcatori | 75’ Lesch 85’ Brestrich |

| Arbitro: | Sather |

|              |           |  |
| Dau 64’, 82’ | Marcatori |  |

| Arbitro: | Reck |

|  |           |                |
|  | Marcatori | 36’ Thielemann |

| Arbitro: | Weise |

|  |           |                        |
|  | Marcatori | 23’, 31’ Isa 37’ Block |

| Arbitro: | Kruse |

|                                   |           |  |
| Adler 28’ Namdar 46’, 58’ Isa 88’ | Marcatori |  |

| Arbitro: | Robel |

|  |           |                            |
|  | Marcatori | 30’ Block 56’ (rig.) Aksoy |

| Arbitro: | Sax |

|                            |           |  |
| Namdar 30’ Frąckiewicz 51’ | Marcatori |  |

| Arbitro: | Müller |

|             |           |           |
| Bärwolf 53’ | Marcatori | 56’ Block |

| Berlino 9 maggio 1997, ore 19:00 CEST 32ª giornata | TeBe Berlino | 0 – 0 referto | Eisenhüttenstädter Stahl | Mommsenstadion (382 spett.)\| Arbitro: \| Junghof \| |
| Arbitro:                                           | Junghof      |               |                          |                                                      |

| Arbitro: | Toschek |

|           |           |                             |
| Frank 48’ | Marcatori | 34’ (rig.) Aksoy 80’ Namdar |

| Arbitro: | Augar |

|  |           |                                                  |
|  | Marcatori | 40’, 44’ Adler 43’ Isa 70’ Block 74’ Frąckiewicz |

### Coppa di Germania
| Arbitro: | Krug |

|  |           |                                     |
|  | Marcatori | 49’ Nerlinger 88’ Scholl 90’ Strunz |

## Statistiche

### Statistiche di squadra
| Competizione         | Punti | In casa | In casa | In casa | In casa | In casa | In casa | In trasferta | In trasferta | In trasferta | In trasferta | In trasferta | In trasferta | Totale | Totale | Totale | Totale | Totale | Totale | DR  |
| Competizione         | Punti | G       | V       | N       | P       | Gf      | Gs      | G            | V            | N            | P            | Gf           | Gs           | G      | V      | N      | P      | Gf     | Gs     | DR  |
| -------------------- | ----- | ------- | ------- | ------- | ------- | ------- | ------- | ------------ | ------------ | ------------ | ------------ | ------------ | ------------ | ------ | ------ | ------ | ------ | ------ | ------ | --- |
| Regionalliga nordest | 61    | 17      | 9       | 6       | 2       | 34      | 13      | 17           | 7            | 7            | 3            | 26           | 14           | 34     | 16     | 13     | 5      | 60     | 27     | +33 |
| Coppa di Germania    | -     | 1       | 0       | 0       | 1       | 0       | 3       | 0            | 0            | 0            | 0            | 0            | 0            | 1      | 0      | 0      | 1      | 0      | 3      | -3  |
| Totale               | 61    | 18      | 9       | 6       | 3       | 34      | 16      | 17           | 7            | 7            | 3            | 26           | 14           | 35     | 16     | 13     | 6      | 60     | 30     | +30 |

### Andamento in campionato
| Giornata  | 1 | 2 | 3 | 4 | 5 | 6 | 7 | 8 | 9 | 10 | 11 | 12 | 13 | 14 | 15 | 16 | 17 | 18 | 19 | 20 | 21 | 22 | 23 | 24 | 25 | 26 | 27 | 28 | 29 | 30 | 31 | 32 | 33 | 34 |
| --------- | - | - | - | - | - | - | - | - | - | -- | -- | -- | -- | -- | -- | -- | -- | -- | -- | -- | -- | -- | -- | -- | -- | -- | -- | -- | -- | -- | -- | -- | -- | -- |
| Luogo     | T | C | T | C | T | C | T | C | T | C  | T  | C  | T  | C  | T  | C  | C  | C  | T  | C  | T  | C  | T  | C  | T  | C  | T  | C  | T  | C  | T  | C  | T  | T  |
| Risultato | V | N | N | N | V | V | N | N | P | N  | V  | V  | N  | P  | N  | N  | V  | V  | N  | V  | P  | V  | N  | V  | P  | P  | V  | V  | V  | V  | N  | N  | V  | V  |
| Posizione | 3 | 6 | 6 | 9 | 6 | 3 | 6 | 6 | 7 | 8  | 7  | 7  | 6  | 7  | 7  | 8  | 7  | 6  | 7  | 6  | 6  | 6  | 6  | 6  | 6  | 7  | 7  | 7  | 5  | 5  | 6  | 6  | 6  | 6  |

Legenda:

Luogo: C = Casa; T = Trasferta. Risultato: V = Vittoria; N = Pareggio; P = Sconfitta.

### Statistiche dei giocatori
| Giocatore        | Regionalliga | Regionalliga | Regionalliga | Regionalliga | Coppa di Germania | Coppa di Germania | Coppa di Germania | Coppa di Germania | Totale   | Totale | Totale      | Totale     |
| Giocatore        | Presenze     | Reti         | Ammonizioni  | Espulsioni   | Presenze          | Reti              | Ammonizioni       | Espulsioni        | Presenze | Reti   | Ammonizioni | Espulsioni |
| ---------------- | ------------ | ------------ | ------------ | ------------ | ----------------- | ----------------- | ----------------- | ----------------- | -------- | ------ | ----------- | ---------- |
| D. Adamović      | 13           | 0            | 4            | 0            | 0                 | 0                 | 0                 | 0                 | 13       | 0      | 4           | 0          |
| T. Adler         | 29           | 13           | 8            | 1            | 1                 | 0                 | 0                 | 0                 | 30       | 13     | 8           | 1          |
| T. Aksoy         | 34           | 5            | 10           | 0            | 1                 | 0                 | 0                 | 0                 | 35       | 5      | 10          | 0          |
| J. Alves         | 6            | 0            | 2            | 0            | 0                 | 0                 | 0                 | 0                 | 6        | 0      | 2           | 0          |
| G. Block         | 33           | 5            | 7            | 0            | 1                 | 0                 | 0                 | 0                 | 34       | 5      | 7           | 0          |
| T. Bohne         | 1            | 0            | 0            | 0            | 0                 | 0                 | 0                 | 0                 | 1        | 0      | 0           | 0          |
| M. Can           | 5            | 1            | 2            | 0            | 0                 | 0                 | 0                 | 0                 | 5        | 1      | 2           | 0          |
| J. Coralic       | 18           | 2            | 2            | 0            | 0                 | 0                 | 0                 | 0                 | 18       | 2      | 2           | 0          |
| F. Durak         | 9            | 0            | 0            | 0            | 1                 | 0                 | 0                 | 0                 | 10       | 0      | 0           | 0          |
| J. Frąckiewicz   | 26           | 5            | 9            | 0            | 1                 | 0                 | 1                 | 0                 | 27       | 5      | 10          | 0          |
| T. Gutberlet     | 0            | 0            | 0            | 0            | 0                 | 0                 | 0                 | 0                 | 0        | 0      | 0           | 0          |
| D. Hannemann     | 14           | 1            | 4            | 1            | 1                 | 0                 | 1                 | 0                 | 15       | 1      | 5           | 1          |
| H. Isa           | 27           | 8            | 2            | 0            | 1                 | 0                 | 0                 | 0                 | 28       | 8      | 2           | 0          |
| O. Kapagiannidis | 34           | 0            | 1            | 0            | 1                 | 0                 | 0                 | 0                 | 35       | 0      | 1           | 0          |
| M. Klenge        | 16           | 0            | 1            | 0            | 1                 | 0                 | 0                 | 0                 | 17       | 0      | 1           | 0          |
| C. Kocak         | 22           | 3            | 1            | 0            | 1                 | 0                 | 0                 | 0                 | 23       | 3      | 1           | 0          |
| J. Lenz          | 34           | 2            | 11           | 1            | 1                 | 0                 | 0                 | 0                 | 35       | 2      | 11          | 1          |
| S. Malchow       | 0            | 0            | 0            | 0            | 0                 | 0                 | 0                 | 0                 | 0        | 0      | 0           | 0          |
| I. Momirovski    | 10           | 2            | 0            | 0            | 0                 | 0                 | 0                 | 0                 | 10       | 2      | 0           | 0          |
| F. Namdar        | 15           | 6            | 1            | 0            | 0                 | 0                 | 0                 | 0                 | 15       | 6      | 1           | 0          |
| E. Parlatan      | 6            | 0            | 0            | 0            | 0                 | 0                 | 0                 | 0                 | 6        | 0      | 0           | 0          |
| S. Rettig        | 7            | 0            | 0            | 0            | 0                 | 0                 | 0                 | 0                 | 7        | 0      | 0           | 0          |
| M. Sejna         | 27           | 0            | 0            | 0            | 0                 | 0                 | 0                 | 0                 | 27       | 0      | 0           | 0          |
| H. Sigurðsson    | 14           | 6            | 0            | 0            | 1                 | 0                 | 0                 | 0                 | 15       | 6      | 0           | 0          |
| N. Thomaschewski | 6            | 0            | 0            | 0            | 1                 | 0                 | 0                 | 0                 | 7        | 0      | 0           | 0          |
| M. Tredup        | 30           | 0            | 9            | 0            | 1                 | 0                 | 0                 | 0                 | 31       | 0      | 9           | 0          |
| D. Weissbrich    | 2            | 0            | 0            | 0            | 0                 | 0                 | 0                 | 0                 | 2        | 0      | 0           | 0          |